# Ca' Foscari Short Film Festival
Il Ca' Foscari Short Film Festival (Lo Short) è un festival internazionale di cortometraggi.

## Storia
Nasce nel 2011 per iniziativa dell'Università Ca' Foscari di Venezia: già promotrice di diversi eventi culturali dedicati al cinema, ha voluto così sperimentare la formula ancora inedita in Europa di un festival cinematografico realizzato in ogni sua fase grazie alla piena collaborazione degli studenti, sotto la guida di un team di esperti. I volontari sono coinvolti nella gestione di ogni aspetto dell'organizzazione, dalla selezione dei film in concorso alla stampa nazionale e internazionale, dall'editing del catalogo alla logistica.
Cuore del festival è il concorso internazionale dedicato ai cortometraggi di studenti di scuole di cinema provenienti da tutto il mondo. Ogni anno le 30 opere selezionate vengono sottoposte all'attenzione di una giuria d'eccezione nel panorama della cinematografia internazionale, la quale viene invitata a decretare il corto vincitore e ad attribuire svariati altri premi. Intorno al concorso prendono vita diversi programmi speciali, tra masterclass tenute dai grandi protagonisti del cinema contemporaneo, omaggi agli autori del passato, excursus sull'evoluzione del cinema, programmi interattivi e altro ancora.
Nel corso delle prime due edizioni direttore artistico del Festival è stato il critico cinematografico Roberto Silvestri. Dal 2013 la direzione è stata assunta da Roberta Novielli, già responsabile dell'organizzazione generale.
Nel 2013 al festival è stata conferita la medaglia del Presidente della Repubblica Giorgio Napolitano, in onore della portata culturale ed educativa del progetto.

### Paesi partecipanti
I cortometraggi selezionati vengono proiettati nelle giornate del festival e sottoposti all'attenzione di una giuria d'eccezione, volta a decretare tra questi il Gran Prix del Ca' Foscari Short Film Festival e ad attribuire i premi. I registi dei film selezionati sono invitati a Venezia durante il periodo di svolgimento del festival. 
Nel 2011 i paesi rappresentati dai film in concorso erano 13. Negli anni a venire il numero è più che raddoppiato, fino a un totale di 63 paesi coinvolti nell'arco di 12 edizioni. 
| Anno | Paesi in concorso | Numero dei paesi in concorso |
| ---- | --- | ---------------------------- |
| 2011 | Belgio, Brasile, Cina, Cuba, Francia, Germania, Giappone, India, Italia, Regno Unito, Singapore, Stati Uniti, Tunisia | 13                           |
| 2012 | Argentina, Australia, Estonia, Francia, Germania, India, Israele, Italia, Romania, Russia, Singapore, Spagna, Svizzera, Palestina | 14                           |
| 2013 | Belgio, Corea, Danimarca, Francia, Germania, Giappone, Hong Kong, India, Inghilterra, Israele, Italia, Singapore, Spagna, Stati Uniti | 14                           |
| 2014 | Argentina, Austria, Belgio, Bolivia, Danimarca, Finlandia, Francia, Germania, Giappone, India, Iran, Israele, Italia, Kosovo, Marocco, Norvegia, Regno Unito, Spagna, Stati Uniti                                                                                             | 19                           |
| 2015 | Argentina, Australia, Austria, Belgio, Cina, Danimarca, Finlandia, Francia, Germania, Giappone, India, Inghilterra, Israele, Italia, Libano, Messico, Portogallo, Slovenia, Spagna, Stati Uniti                                                                               | 20                           |
| 2016 | Albania, Australia, Austria, Bangladesh, Canada, Cina, Cossovo, Danimarca, Estonia, Finlandia, Francia, Germania, Giappone, India, Inghilterra, Iran, Israele, Italia, Polonia, Rep. Ceca, Rep. Trinidad e Tobago, Spagna, Stati Uniti, Svizzera, Turchia, Ucraina, Venezuela | 27                           |
| 2017 | Argentina, Australia, Belgio, Brasile, Corea del Sud, Francia, Germania, Giappone, Hong Kong, India, Iran, Italia, Lettonia, Messico, Polonia, Regno Unito, Rep. Ceca, Russia, Singapore, Spagna, Stati uniti, Svezia, Sud Africa, Ucraina, Ungheria                          | 25                           |
| 2018 | Belgio, Bielorussia, Cina, Costa Rica, Estonia, Francia, Germania, Gran Bretagna, Hong Kong, India, Italia, Kirghizistan, Lituania, Messico, Polonia, Repubblica Ceca, Russia, Serbia, Spagna, Stati Uniti, Sud Africa, Turchia, Ucraina, Ungheria, Uzbekistan, Venezuela     | 26                           |
| 2019 | Austria, Brasile, Cina, Filippine, Francia, Germania, Gran Bretagna, India, Iran, Israele, Italia, Libano, Malaysia, Messico, Polonia, Russia, Spagna, Stati Uniti, Slovacchia, Svizzera, Turchia, Ucraina, Venezuela                                                         | 23                           |
| 2020 | Belgio, Cile, Cina, Colombia, Estonia, Francia, Giappone, Gran Bretagna, Hong Kong, India, Iran, Israele, Italia, Libano, Marocco, Messico, Polonia, Portogallo, Repubblica Ceca, Spagna, Singapore, Sud Africa, Svezia, Svizzera, Taiwan, Turchia, USA                       | 27                           |
| 2021 | Brasile, Cina, Estonia, Filippine, Finlandia, Francia, Germania, Giappone, Gran Bretagna, India, Iran, Islanda, Italia, Libano, Macedonia, Messico, Polonia, Portogallo, Repubblica Ceca, Russia, Serbia, Spagna, Svizzera, Turchia                                           | 24                           |
| 2022 | Austria, Bangladesh, Benin, Brasile, Cile, Cina, Corea del Sud, Estonia, Finlandia, Francia, India, Iran, Islanda, Italia, Kosovo, Messico, Nigeria, Polonia, Repubblica Ceca, Serbia, Singapore, Slovacchia, Slovenia, Spagna, Stati Uniti, Ucraina, Turchia                 | 27                           |

## Riconoscimenti
Il premio principale del Ca' Foscari Short Film Festival decreta il vincitore assoluto di ciascuna edizione. Nell'arco delle dodici edizioni del festival, le opere premiate rappresentano 9 paesi. 

### Concorso internazionale
L'evento principale dello Short è il concorso internazionale, aperto agli studenti regolarmente iscritti a corsi di cinema o all'università. Sono ammessi solo cortometraggi di durata non superiore ai 30 minuti, completati nell'arco dell'anno di riferimento.  
La selezione dei 30 film ammessi al concorso viene condotta dalla direttrice del festival Roberta Novielli, con la piena collaborazione di un gruppo di studenti dell'Università Ca' Foscari. 
- 2011: I love you, I love you not, regia di Marie Elisa Scheidt ( Francia)
- 2012: Le jour où le fils de Raïner s’est noyé - The Day When Raïner Son’s Drowned, regia di Aurèlien Vernhes- Lermusiaux ( Francia)
- 2013: Mitten am Rand - The Ground Is Lava, regia di Laura Lackmann Popescu ( Germania)
- 2014: Los Demonios - Demons, regia di Miguel Azurmendi ( Spagna)
- 2015: Ardeidae, regia di Corrado Chiatti, Chiara Faggionato, Daniele Tucci ( Italia)
- 2016: La Silla de la Vida - The Chair of Life, regia di Carlos Valle ( Spagna)
- 2017: Amygdala, regia di George Graham ( Regno Unito)
- 2018: Mama - Mother, regia di Abduazim Ilkhomjonov e Botir Abdurakhmonov ( Uzbekistan)[1]
- 2019: Sashka, regia di Katarzyna Lesiszk ( Polonia)
- 2020: Dcera - Daughter, regia di Daria Kashcheeva ( Rep. Ceca)
- 2021: Digari - The Other, regia di Ako Zandkarimie e Saman Hosseinpour ( Iran)[2]
- 2022: Fantasma Neon, regia di Leonardo Martinelli ( Brasile)[3][4][5]

### Premio Volomina
- 2011: Summer and its rain, regia di Joshua Simon ( Singapore)
- 2012: Apele Tac - Silent River, regia di Anca Miruna Lăzărescu ( Germania/ Romania)
- 2013: Anne et Jérôme - Anne and Jérôme, regia di Mélanie Delloye ( Stati Uniti/ Francia)
- 2014: Bahar im Wunderland - Bahar in Wonderland, regia di Behrooz Karamizade ( Germania/ Iran)
- 2015: Rong'Kuchak, regia di Dominic Sagma ( India)
- 2016: Under the Sun, regia di Qiu Yang ( Australia/ Cina)
- 2017: Petrel, regia di Charles Broad ( Australia)
- 2018: Astrale, regia di Bérénice Motais de Narbonne ( Francia)
- 2019: Die Letzen Kinder Im Paradies - The Last Children in Paradise, regia di Anna Roller ( Germania)
- 2020: Mother's, regia di Hippolyte Leibovici ( Belgio)

### Menzione speciale "Museo Nazionale del Cinema"
Per l’opera che offre il miglior contributo al cinema come espressione artistica.
- 2021: Where the leaves fall, regia di Xin Alessandro Zheng ( Italia/ Cina)[6][2]
- 2022: Congenital, regia di Saman Hosseinpuor ed Ako Zandkarimi ( Iran)[7][5]

### Premio Levi alla miglior colonna sonora
A partire dal 2015, in collaborazione con la Fondazione Ugo e Olga Levi, è stato introdotto il Premio Levi per la migliore colonna sonora, assegnato da una giuria internazionale. Dal 2017 attribuito da una giuria esterna. 
- 2015: Eishech, Teshukatech, regia di Nadav Mishali ( Israele)
- 2016: Gleichgewicht, regia di Bernhard Wenger ( Austria)
- 2017: Sledztwo – The inquest, regia di Ena Kielska ( Polonia)
- 2018: Roditeli Priekhali Ko Mne Na Sri Lanku – Parents came to me to Sri Lanka, regia di Vera Vodynski ( Russia)
- 2018: Drinnen wird nicht geraucht - No Smoking Indoor, regia di Philipp Westerfeld ( Germania)
- 2020: Värvid Must-Valgel, regia di German Golub ( Estonia)
- 2021: The Balloon Catcher, regia di Kaneko Isaku ( Giappone)[2]
- 2022: Céu de Agosto, regia di Jasmin Tenucci ( Brasile)[8][5]

### Premio per la multiculturalità Pateh Sabally della Municipalità di Venezia
A partire dal 2017 è stato istituito il Premio per la multiculturalità Pateh Sabally della Municipalità di Venezia, dedicato al ragazzo del Gambia tragicamente annegato nel Canal Grande nel mese di gennaio dello stesso anno. 
- 2017: Sightseeing, regia di David Borbàs ( Ungheria/ Svezia)
- 2018: A(U) N, regia di T.S. Prasanna ( India)
- 2020: Therese, regia di Fabiana Serpa ( Svizzera)
- 2021: En rang par deux, regia di Elisabetta Bosco, Margherita Giusti e Viola Mancini ( Italia)[2]
- 2022: Une autre blanche, regia di Medessè Agohoundjè ( Benin)[9][5]

### Menzione speciale "Guang Hua Cultures et Media"
Dal 2021 è stato fondato il premio Guang Sua Cultures et Media per l'opera che offre la migliore sperimentazione nei linguaggi cinematografici.
- 2021: Fúyóu rìjì, regia di Yi Baoxingchen ( Cina)[10]

### Menzione speciale "Le Giornate della Luce" per la miglior fotografia
Il 2021 ha visto anche l'istituzione del premio Le Giornate della Luce per la miglior fotografia. 
- 2021: Yard Kings, regia di Vasco Alexandre ( Regno Unito)[11]
- 2022: Safe, regia di Ian Barling ( Stati Uniti)[5][12]

## Altri concorsi
In collaborazione con il Ca' Foscari Short Film Festival, la Fondazione Ugo e Olga Levi bandisce il concorso Olga Brunner Levi: originariamente dedicato a cortometraggi realizzati da studenti delle scuole italiane secondarie di secondo grado, è stato successivamente ampliato agli Istituti superiori di tutto il mondo. Le opere partecipanti devono essere dedicate al doppio tema della donna e della musica. Lo Short offre lo spazio per presentare e premiare il film vincitore, nominato però da una giuria esterna.
Dal 2017 è stato istituito anche il Music Video Competition, concorso cinematografico riservato a video musicali realizzati da studenti di tutto il mondo. L'obiettivo è celebrare la comunità di registi che dedicano la loro arte alla musica: per questo è stata istituita una giuria di professionisti nominata dal curatore Giovanni Bedeschi.
A partire dal 2021 è stato fondato il "Carpenè-Malvolti" Script Contest, concorso rivolto a tutti i registi del Concorso internazionale e del Music Video Competition, chiamati a concepire uno script da trasformare in un cortometraggio incentrato sulla più antica azienda italiana di spumanti e sul suo fondatore, Antonio Carpenè.

## Programmi speciali
Oltre alla proiezione dei film in concorso, ogni anno vengono organizzati dei programmi speciali volti a esplorare ogni sfaccettatura dell'ambiente cinematografico internazionale. Alcuni di questi rappresentano un appuntamento fisso:
- La presentazione del video-concorso Pasinetti;
- Il programma speciale della Giuria, dedicato ai lavori realizzati dalle tre personalità internazionali chiamate a giudicare i film in concorso;
- Un excursus sul cinema indiano diretto da Cecilia Cossio;
- Un approfondimento sulle origini della storia del cinema diretto da Carlo Montanaro, che in otto edizioni ha toccato tappe fondamentali dell'evoluzione tecnica della settima arte dalle sue origini fino ai tempi moderni;
- Il programma speciale dedicato ai cortometraggi realizzati dai partecipanti del Corso di Cinema Digitale organizzato in collaborazione con il Dipartimento di Studi di Filosofia e Beni culturali e la Ca' Foscari Challenge School, poi mutuato nel Master of Fine arts in filmmaking a partire dal 2017.
- Il programma East Asia Now curato da Cecilia Cossio

I protagonisti dell'arte cinematografica sono invitati a condurre dal vivo workshop o masterclass, vengono organizzati giochi a tema filmico interattivo, e si concede grande visibilità alle forme più particolari della cinematografia moderna, dai video musicali alle web series, dall'animazione alle pubblicità. Non mancano omaggi alle personalità del mondo del cinema oggi scomparse, come per Francesco Pasinetti nel 2011, Charles Bowes nel 2013, Alain Resnais nel 2014, Pasolini nel 2015 e Robert Altman nel 2016.

## La giuria internazionale
Ogni anno tre nuove personalità legate al mondo della cinematografia mondiale compongono la giuria internazionale che decreta i vincitori del Ca' Foscari Short Film Festival. 
- 2011
  - Mario Handler - Regista uruguaiano
  - Theo Eshetu - Video-artista e regista inglese
  - Valerio Mastandrea - Attore italiano
- 2012
  - Irene Bignardi - Giornalista e critica cinematografica italiana
  - Rachid Mohamed Benhadj - Regista e pittore algerino
  - Pappi Corsicato - Regista italiano
- 2013
  - Piera Detassis - Giornalista, saggista e critica cinematografica italiana
  - Ko Un - Poeta e scrittore coreano
  - Giulio Scarpati - Attore italiano
- 2014
  - Luca Miniero - Regista italiano
  - Kumar Shahani - Regista indiano
  - Keiko Kusakabe - Produttrice giapponese
- 2015
  - Dominique Green - Produttrice e distributrice inglese
  - Anamaria Marinca - Attrice romena
  - Isabelle Mayor - Regista svizzera
- 2016
  - Giannalberto Bendazzi - Storico e critico del cinema di animazione
  - Takashi Shimizu - Regista giapponese
  - Girish Kasaravalli - Regista indiano
- 2017
  - Catherine Breillat - Regista francese
  - Małgorzata Zajączkowska - Attrice polacca
  - Barry Purves - Regista e animatore inglese
- 2018 
  - Roberta Torre - Regista italiana
  - Hayashi Hiroki - Regista giapponese
  - Marcin Bortkiewicz - Regista polacco
- 2019 
  - Teresa Cavina - Programmatrice di festival
  - Ülo Pikkow - Produttore e cineasta
  - Ayat Najafi - Regista e sceneggiatore iraniano
- 2020
  - Jun Ichikawa - Attrice giapponese
  - Sulafa Hijazi - Artista Siriana
  - Maria Mamona - Attrice polacca
- 2021[2]
  - Philippe Claudel - Scrittore e regista francese
  - Tony Grillo - Regista italiano
  - Laura Aimone - Regista e programmatrice italiana
- 2022[5]
  - Coline Serreau - Regista e sceneggiatrice francese
  - Francesco Montagner - Regista italiano
  - Marina Mottin - Curatrice italiana